# Mas que nada
Pistes de Samba Esquema Novo
Tim Dom Dom
Mas que nada est une chanson écrite et interprétée par Jorge Ben Jor dans son premier album Samba Esquema Novo (1963). Elle est écrite en portugais brésilien. « Mas que nada » (littéralement « mais, que rien ») est une expression pour dire « Mais pas du tout ! », « Je n'y crois pas », ou « N'importe quoi ! ». Certaines versions sont intitulées Mais que nada, qui peut se prononcer de la même façon et signifie « Mieux que rien ». La chanson est mondialement connue par sa reprise par Sergio Mendes en 1966 dans son album Herb Alpert Presents Sergio Mendes & Brasil '66.
En 2006, Sergio Mendes en crée une nouvelle version dans son album Timeless avec la participation de sa femme et des Black Eyed Peas.

## Discographie de l'édition originale
La chanson sort en 1963 au Brésil dans les formats suivants :
- 78 tours - Mas que Nada. Référence :  Philips  P 61.208.
- 33 tours - Samba Esquema Novo. Référence :  Philips  P 632.161 L.

## Classements par pays

### Version de Sergio Mendes
| Classement (1966)    | Meilleure position |
| -------------------- | ------------------ |
| États-Unis (Hot 100) | 47                 |

| Classement (1989)              | Meilleure position |
| ------------------------------ | ------------------ |
| Royaume-Uni (UK Singles Chart) | 97                 |

### Version de Sergio Mendes et les Black Eyed Peas
| Classement (2006)                       | Meilleure position |
| --------------------------------------- | ------------------ |
| Allemagne (Media Control AG)            | 9                  |
| Autriche (Ö3 Austria Top 40)            | 8                  |
| Belgique (Flandre Ultratop 50 Singles)  | 7                  |
| Belgique (Wallonie Ultratop 50 Singles) | 12                 |
| France (SNEP)                           | 40                 |
| Pays-Bas (Single Top 100)               | 2                  |
| Suisse (Schweizer Hitparade)            | 4                  |

## Version de Nossa
En 2012, elle est reprise par le groupe français Nossa, la chanson est produite par Papi Cubano. Le single est distribué par Universal et sorti sous le label Mercury. Le single se classe 4e en Wallonie. Le clip vidéo sort le 27 juin 2012.

## Liste des pistes
Promo - Digital U.L.M.
1. Mas que nada - 3:01

### Classement par pays
| Classement (2012)               | Meilleure position |
| ------------------------------- | ------------------ |
| Belgique (Wallonie Ultratop 50) | 4                  |
| France (SNEP)                   | 62                 |

## Version de Pink Martini & Saori Yuki
En 2011, Pink Martini et Saori Yuki sortent l'album 1969 sur lequel figure Mas Que Nada en piste 8.